# Damned Souls Rituals
Damned Souls Rituals – pierwszy studyjny album, polskiej deathmetalowej grupy muzycznej Sphere. Był on nagrywany w olkuskim ZED Studio. Wydany został 15 stycznia 2007 roku. Album został wydany wraz z ostatnim egzemplarzem magazynu muzycznego "Thrash'em All".

## Lista utworów
1. „Vomit The Soul” (sł. AnalRipper, muz. Sphere) – 4:05
2. „Saved from Heaven” (sł. AnalRipper, muz. Sphere) – 3:17
3. „Greed” (sł. AnalRipper, muz. Sphere) – 4:34
4. „Why Don't You Just Kill Yourself?” (sł. AnalRipper, muz. Sphere) – 3:03
5. „Next Morning's Mass” (sł. AnalRipper, muz. Sphere) – 3:43
6. „Sin of 17” (sł. AnalRipper, muz. Sphere) – 3:18
7. „Invincible Majority” (sł. AnalRipper, muz. Sphere) – 2:34
8. „Ritual of Rotten Flesh” (sł. AnalRipper, muz. Sphere) – 2:55
9. „Hate Legalised Inside” (sł. AnalRipper, muz. Sphere) – 3:23
10. „Grandnekromother” (sł. AnalRipper, muz. Sphere) – 0:31
11. „Ultimate Saviour” (sł. AnalRipper, muz. Sphere) – 5:16
12. „Damned Souls Rituals” (sł. AnalRipper, muz. Sphere) – 15:14

## Twórcy
- Andrzej „Analripper” Papież – śpiew
- Łukasz Musiuk – gitara
- Val – gitara
- Burning – gitara basowa
- Th0rn – perkusja, instrumenty perkusyjne